# Liubava Dmitrievna Zavidich
Liubava Dmitrievna Zavidich, död 1169, var storfurstinna av Kiev 1125–1132. Hon var gift med storfursten Mstislav I av Kiev. Inte mycket är känt om henne under hennes makes regeringstid, däremot är hon känd för sitt politiska stöd till förmån för sin sons politiska aspirationer som änka.